# سيفاوا (سقز)
قرية سَيفاوا (بالكردية: سەیفاوا) هي إحدى القرى التابعة لـإمام في ريف قسم زيويه من مقاطعة سقز، في محافظة كردستان الإيرانية.

## السكان
حسب إحصاءات سنة 2006، بلغ إجمالي السكان في سَيفاوا 192 نسمة وعدد المساكن 37 مسكن. لغة سكان سَيفاوا هي اللغة الكردية و هم من أهل السنة والجماعة والمذهب الشافعي.